# 小行星4304
小行星4304（4304 Geichenko）是一颗绕太阳运转的小行星，为主小行星带小行星。该小行星于1973年9月27日发现。

## 轨道参数
小行星4304的轨道半长轴为2.4531670 UA，离心率为0.149。